# Język koro
Język koro − język z grupy tybeto-birmańskiej odkryty w indyjskim stanie Arunachal Pradesh w 2010 roku.
Koro posługuje się jedynie ok. 800–1200 osób, ale liczba ta jest szacunkowa. Jedynie kilkoro użytkowników ma mniej niż 20 lat. Użytkownicy koro żyją wśród przedstawicieli ludu Hruso, jednak cechy tego języka całkowicie odróżniają go od otaczających. Różnice występują już na poziomie podstawowej leksyki, m.in. w wyrazach określających liczby czy części ciała. Koro wykazuje podobieństwa jedynie z występującymi dalej na wschód językami tani. Językoznawcy sugerują, że izolacja terytorialna języka od mu podobnych może wynikać z faktu, że ludność Koro wywodzi się od potomków ludności uprowadzonej w niewolę.